# 半女神

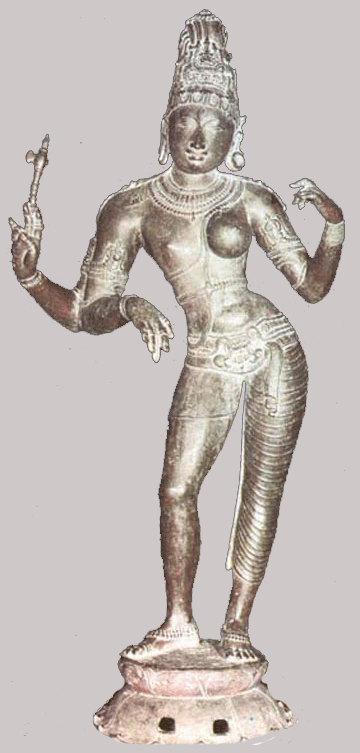
三臂半女神铜像

半女神 （梵文: अर्धनारीश्वर, 拉丁字母转写: Ardha-nārīśvara, 直译“半女神”），印度教神祗，是兼具男性气质和女性气质的双性神，其身体是湿婆（右半身）和他的妻子帕尔瓦蒂（左半身）的结合体。他被视为印度教性力（Shakti）信仰的象征。